# Vitaliy Lysytskyi
Vitaliy Serhiyovych Lysytskyi (ukrainien : Віталій Сергійович Лисицький) est un footballeur ukrainien, né le 16 avril 1982 à Svitlovodsk en Ukraine. Il évolue au poste de défenseur central.

## Palmarès
- Dynamo Kiev
  - Vainqueur du Championnat d'Ukraine en 2001 et 2003.